# Hadsereggel nem rendelkező országok

A Föld huszonkét független állama nem rendelkezik állandó hadsereggel, közülük hat tart fenn tevékenységében korlátozott (fél)katonai erőt, tizenhatnak pedig semmilyen katonai szervezete nincs.
A hadsereg nélküli országok között vannak olyan függetlenné vált gyarmatok, amelynek védelmét egykori anyaországuk vállalta magára (pl. Palau vagy Szamoa); olyan törpeállamok, amelyek hosszú ideje jó viszonyban állnak szomszédaikkal (pl. Andorra, Monaco); és olyan államok, ahol a katonaság intézményét annak erőszakos politikai szerepe miatt vizsgálták felül (pl. Costa Rica, Haiti).
Két olyan ország van, amelynek alkotmánya csak háború esetén engedélyezi állandó hadsereg felállítását: Costa Rica és Panama. A második világháború után Japán alkotmányában lemondott a hadviselés jogáról, de fenntart egy „háborús potenciállal nem bíró” szárazföldi, tengeri és légi csapatokat is magában foglaló, jelentős létszámú és jól felszerelt Önvédelmi Haderőt, ezért a listán nem szerepel (bővebben lásd itt).
A listán szereplő egyes országok demilitarizáltak, de minden ország nem-militarizált.

## Semmiféle katonai erővel nem rendelkező országok
| Ország                                | Megjegyzések | Hivatkozások                              |
| ------------------------------------- | --- | ----------------------------------------- |
| Andorra                               | Andorra területi védelméért Franciaország és Spanyolország felelős. Az ország rendelkezik egy kis létszámú önkéntes katonai egységgel, de ez kizárólag ceremoniális feladatokat lát el. A költésgvetésben a honvédelemre nem különítenek el pénzt. A rendőrség szervezetén belül működik egy terrorelhárító egység, a Grup d'Intervenció Policia d'Andorra (GIPA). | [ 4 ] [ 5 ]                               |
| Costa Rica                            | Az 1949-ben elfogadott alkotmány I. cikkelyének 12. paragrafusa törvényen kívül helyezte az állandó hadsereg intézményét, ugyanakkor lehetővé tette civil ellenőrzés alatt álló katonaság felállítását, amennyiben egy kontinentális egyezmény vagy az állam védelme szükségessé tenné. Az ország fővárosában, San Joséban található az Emberi Jogok Amerikaközi Bírósága, Ciudad Colónban pedig az ENSZ Békeegyeteme (UPEACE) működik. | [ 6 ] [ 7 ]                               |
| Dominikai Közösség                    | Területi védelméért a Regionális Biztonsági Rendszer felelős. Háború vagy szükséghelyzet esetén a rendőrséget katonasággá nyilváníthatják. | [ 8 ] [ 9 ]                               |
| Grenada                               | Az országnak az 1983-as amerikai invázió óta nincs hadserege. Területi védelméért a Regionális Biztonsági Rendszer felelős. Háború vagy szükséghelyzet esetén a rendőrséget katonasággá nyilváníthatják. A Grenadai Királyi Rendőrség rendelkezik egy különleges osztaggal. | [ 8 ] [ 9 ] [ 10 ] [ 11 ] [ 12 ]          |
| Kiribati                              | Kiribati Ausztráliával és Új-Zélanddal kötött védelmi szerződést. A rendőrség szervezetén belül működik a parti őrség (Police Maritime Unit), amelynek egyetlen egysége az RKS Teanoai nevű, Pacific Forum osztályú, kis méretű őrhajóval járőrözik. A legénységet az Ausztrál Királyi Haditengerészet képzi ki, amelynek két tagja a Tarawa-atollon állomásozik. | [ 13 ] [ 14 ] [ 15 ]                      |
| Liechtenstein                         | Miután Liechtenstein a Német Szövetség felbomlását (1866) követően teljesen önálló állammá vált, 1868-ban kinyilvánította semlegességét és feloszlatta nyolcvan fős katonaságát. Pierre Raton szerint II. János herceg felesleges kiadásnak tartotta, David Beattie szerint a törvényhozás nem akart rá pénzt költeni. Újraszervezése jogilag lehetséges háború idején, de ez még a világháborúk idején sem történt meg, amikor a közvélemény jó részében felerősödött az Ausztria iránti szimpátia. A rendőrségnek van egy speciális egysége (SWAT) és egy tömegoszlató egysége. | [ 16 ] [ 17 ] [ 18 ]                      |
| Marshall-szigetek                     | Függetlenné válásakor egyben az Amerikai Egyesült Államok társult állama is lett, védelméért az amerikai hadsereg felelős, saját katonasága soha nem volt. (Bővebben lásd itt.) A rendőrség szervezetén belül működik a parti őrség (Sea Patrol), amelynek egyetlen egysége az RMIS Lomor nevű, Pacific osztályú, kis méretű őrhajóval járőrözik. Az állampolgárok nem tarthatnak fegyvert. | [ 19 ] [ 20 ] [ 21 ] [ 22 ] [ 23 ]        |
| Mikronézia                            | Függetlenné válásakor egyben az Amerikai Egyesült Államok társult állama is lett, védelméért az amerikai hadsereg felelős, saját katonasága soha nem volt. (Bővebben lásd itt.) A rendőrség parti őrsége három Pacific osztályú őrhajót működtet: Palikir, Micronesia és Independence. | [ 19 ] [ 24 ] [ 25 ]                      |
| Nauru                                 | A Föld harmadik legkisebb területű és második legalacsonyabb népességű államának védelmét a gazdaságában is meghatározó szerepet játszó Ausztrália vállalta magára, de a viszonyt hivatalos formában még nem rögzítették. A köztársasági elnök meghatározott időre szükséghelyzetet hirdethet ki, amelyet csak a parlament hosszabbíthat meg. Az állampolgárok nem tarthatnak fegyvert, és a rendőrök is fegyvertelenül járőröznek. | [ 23 ] [ 26 ] [ 27 ]                      |
| Palau                                 | Függetlenné válásakor egyben az Amerikai Egyesült Államok társult állama is lett, védelméért az amerikai hadsereg felelős, saját katonasága soha nem volt. (Bővebben lásd itt.) A rendőrség parti őrségének egy Pacific osztályú őrhajója van, a President H.I. Remelik. Az állampolgárok nem tarthatnak fegyvert. | [ 23 ] [ 28 ] [ 29 ]                      |
| Saint Lucia                           | Területi védelméért a Regionális Biztonsági Rendszer felelős. Háború vagy szükséghelyzet esetén a rendőrséget katonasággá nyilváníthatják. A Saint Lucia-i Királyi Rendőrségen belül működik a parti őrség (Coast Guard) és egy különleges szolgálati egység (Special Services Unit), utóbbi tagjai félkatonai kiképzést kapnak. | [ 8 ] [ 9 ] [ 30 ] [ 31 ]                 |
| Saint Vincent és a Grenadine-szigetek | Területi védelméért a Regionális Biztonsági Rendszer felelős. Háború vagy szükséghelyzet esetén a rendőrséget katonasággá nyilváníthatják. Az ország parti őrsége a rendőrség szervezetén belül működik, de a rendfokozatok a Brit Királyi Haditengerészet rendszerén alapulnak; 1994-ig a parancsnokok is brit tengerésztisztek voltak. | [ 8 ] [ 9 ] [ 32 ]                        |
| Salamon-szigetek                      | Az Egyesült Királyságtól 1978-ban függetlenné vált államnak állandó hadsereg sosem volt. 1995-ben alakult meg egy hivatalosan a Salamon-szigeteki Királyi Rendőrség munkáját segítő és annak keretén belül működő, de katonai kiképzésben részesülő „felderítő és megfigyelő” egység (National Reconnaissance and Surveillance Force, NRSF). Szárazföldi ereje három szakasznyi motorizált gyalogosból állt, két őrhajót és több folyami járművet, valamint egy repülőgépet tartott fenn. Az egység a rendőri akciókhoz nyújtott segítség mellett katasztrófavédelmi és határőri feladatokat látott el; az ország határain túl sosem vetették be. A Salamon-szigeteket 2003. július 24-én a miniszterelnök kérésére egy Ausztrália által vezetett nemzetközi békefenntartó erő (Regional Assistance Mission to Solomon Islands, RAMSI) szállta meg, miután az 1998-ban erőszakba forduló etnikai-gazdasági feszültségeken az állam saját rendfenntartó erői nem tudtak úrrá lenni. Az NRSF-et még ebben az évben feloszlatták (bár korábban születtek javaslatok a kibővítésére is). A vízi rendőrség két Pacific osztályú őrhajót üzemeltet. | [ 33 ] [ 34 ] [ 35 ] [ 36 ] [ 37 ] [ 38 ] |
| Szamoa                                | Barátsági szerződésük szerint Új-Zéland kérés esetén segítséget nyújt a második világháború után védnökségük alá került, majd 1962-ben függetlenné vált ország külügyeinek intézésében (pl. állampolgárai diplomáciai védelmében), valamint technikai, adminisztrációs és más kérdésekben. Ennek megfelelően az új-zélandi hadsereg repülőgépei rendszeres ellenőrző utakat tesznek a szamoai légtérben, hajói pedig az ország felségvizein járőröznek. Új-Zéland közreműködik a szamoai rendőrök kiképzésében is. A rendőrségen belül működő parti őrség a Nafanua nevű, Pacific osztályú őrhajóval járőrözik. | [ 39 ] [ 40 ] [ 41 ]                      |
| Tuvalu                                | Tuvalunak függetlenné válása (1978) óta nincs hadserege. A rendőrségről szóló törvény 83. pontja szerint háború vagy szükséghelyzet esetén a szervezet a főkormányzó irányítása alatt katonaságként is bevethető. A vízi rendőrség egy Ausztráliától ajándékba kapott Pacific osztályú őrhajóval (HMTSS Te Mataili) rendelkezik, amely mentési műveletekben is használható. A legénység kiképzésében az ausztrál hadsereg segítkezik. | [ 42 ] [ 43 ] [ 44 ] [ 45 ] [ 46 ]        |
| Vatikán                               | Vatikánváros belbiztonságáért csendőrsége felelős, ezen kívül más biztonsági szervezettel nem rendelkezik. Ugyanakkor az ország területén állomásozik a pápa védelmét ellátó katonai alakulat, a Svájci Gárda, amely a katolikus egyházfő hivatala, a Szentszék fennhatósága alatt áll, és feladatai közé tartozik a városállam kapuinak védelme is. | [ 47 ] [ 48 ]                             |

### Az Amerikai Egyesült Államok társult államai
A második világháború után Mikronézia jó része az ENSZ védnöksége alá került, a közigazgatás vezetése az Amerikai Egyesült Államok Haditengerészetének (1947-51), majd belügyminisztériumának felelőssége volt. Az Északi-Mariana-szigetek 1976-ban az USA szuverenitását elismerő, azzal politikai unióra lépő, autonóm terület lett (commonwealth). A védnökség más területei a hetvenes évek végétől állították fel önálló kormányzatukat: a Mikronéziai Szövetségi Államok és a Marshall-szigetek 1979-ben, Palau pedig 1981-ben. Az 1986-ban megkötött szabad társulási egyezmény (Compact of Free Association, COFA) alapján a Marshall-szigetek és a Mikronéziai Szövetségi Államok az USA-val társult viszonyban álló, független állammá vált. A megállapodás szerint az országok védelméért az USA felelős, hadseregének egységei szabadon működhetnek a felségterületükön, de bázisok létrehozásához külön egyezmények szükségesek. Az államok kormányai önálló külpolitikát folytatnak, de döntéseik előtt figyelembe veszik a COFA szövegét.
A Palaui államvezetés a két másik függetlenség előtt álló terület képviselőivel egy időben tárgyalt a társulási egyezményről, de az ország polgárai azt hét népszavazáson is elvetették. A legnagyobb ellenállás a nukleáris fegyverek esetleges odatelepítésével szemben alakult ki: Palau 1981-ben elfogadott alkotmánya – a világon elsőként – gyakorlatilag kitiltotta a nukleáris, biológiai és vegyi fegyvereket és hulladékaikat az ország területéről azzal, hogy bármilyen velük kapcsolatos tevékenységet a szavazók ¾-ének jóváhagyásához kötött (II. cikk. 3. § és XIII. cikk. 6. §). A kialakuló jogi viták során a Palaui Fellebbviteli Bíróság elfogadta, hogy a szövegben a nukleáris anyagok használata a lehető legtágabban értendő, vagyis az amerikai hadsereg atommeghajtású járművei sem léphetnek be az ország területére népszavazás nélkül. A nyolcadik népszavazás kiírása előtt a törvényhozás egy alkotmány-kiegészítést terjesztett a szavazók elé, amely a COFA-val kapcsolatban felfüggesztette az alaptörvény ellentmondó rendelkezéseit. Az alaptörvény szerint egy kiegészítés elfogadásához egyszerű többség is elegendő az ország közigazgatási egységeinek (államainak) ¾-ében, amit a szöveg meg is kapott. Ezzel a COFA elfogadásához már nem kellett a szavazók ¾-ének beleegyezése az 1993. november 9-én tartott népszavazáson, így Palau a voksolók 68%-ának jóváhagyásával 1994-ben független országgá és egyben az USA társult államává vált.

### A Regionális Biztonsági Rendszer
A Regionális Biztonsági Rendszer (Regional Security System) az Amerikai Egyesült Államok ösztönzésére jött létre a hidegháború alatt, 1982-ben. A Kis-Antillák négy országa: Antigua és Barbuda, a Dominikai Közösség, Saint Lucia, Saint Vincent és a Grenadine-szigetek, valamint a náluk nagyobb területű és népességű Barbados között. A felek többek között kölcsönös katonai segítségnyújtásra kötelezték el magukat. Az egyezményhez 1983-ban csatlakozott Saint Kitts és Nevis, majd 1985-ben Grenada. Az RSS 1996-ban öltött szervezeti formát, addig az alapítók által 1982-ben elfogadott, majd 1992-ben felújított memorandum keretén belül működött.
Az RSS tagállamai közül jelenleg négynek nincs állandó hadserege: Dominikai Közösség, Grenada, Saint Lucia, Saint Vincent és a Grenadine-szigetek. A memorandum elfogadása után, 1983-ban amerikai pénzügyi támogatással különleges egységeket hoztak létre az RSS-államok rendőrségein belül. Ezek az egységek félkatonai kiképzést kapnak, és az országhatárokon túli bevetésükre is volt példa mind természeti katasztrófák, mind politikai krízisek idején, elsőként Grenada 1983-as inváziója során az amerikai csapatok mellett (a hadműveletben Antigua és Barbuda, Barbados, a Dominikai Közösség, Jamaica, Saint Lucia és Saint Vincent különleges egységei vettek részt).

## Állandó hadsereg nélküli, de korlátozott katonai erővel rendelkező országok
| Ország    | Megjegyzések | Hivatkozások                              |
| --------- | --- | ----------------------------------------- |
| Haiti     | Haiti katonasága 1986-1994 között több puccsban is meghatározó szerepet töltött be, ezért az ország törvényhozása 1995 júniusában feloszlatta. De jure jelenleg is létezik, mivel a teljes eltörléséhez szükséges alkotmánymódosítás nem történt meg. Visszaállítása az ország politikai életének egyik központi kérdése. Michel Martelly elnöki kampányának egyik fő pontja volt, és 2011-es hatalomra kerülése után már konkrét lépéseket is tett felé: 2012 májusában megalakult a hadügyminisztérium, 2013 szeptemberében pedig már folyamatban volt 41 katonatiszt és mérnök kiképzése ecuadori segítséggel. Az országban 2004 óta vannak jelen ENSZ-békefenntartók (UNSTAMIH / MINUSTAH), de létszámuk jelenleg a legalacsonyabb, szerepüket lassan a részben általuk kiképzett 11 ezer tagú rendőrség veszi át. | [ 64 ] [ 65 ] [ 66 ] [ 67 ]               |
| Izland    | A nehezen hajózható vizekkel körülvett országnak ritkán kellett tartania támadástól, ezért állandó hadserege is csak bizonyos időszakokban volt, utoljára 1869-ben. A második világháború alatt elkezdődött a rendőrség állományának katonai kiképzése, de ezt a brit megszállás (1940. május 10.) félbeszakította. A háború után a saját hadsereggel nem rendelkező ország stratégiai helyzete miatt lehetett a NATO alapító tagja: a szövetség innen ellenőrizhette az Európa és Észak-Amerika közötti vízi utakat és a szovjet tengeralattjárók észak-atlanti és sarkvidéki tevékenységét. 1951-ben megállapodást kötött területének védelméről az Amerikai Egyesült Államokkal, amely jelenleg is érvényben van, bár az USA 2006 októberében kivonta csapatait az ország területéről (a keflavíki támaszpontról). 2008-ban a külügyminisztériumon belül a védelmi feladatokat felügyelő ügynökség jött létre. Izland rendelkezik légvédelmi rendszerrel, és 2001 óta egy civilekből álló, kis létszámú egységgel (Icelandic Crisis Response Unit, ICRU), amely nemzetközi békefenntartó missziókban vesz részt. A 2010-es évektől Izland szorosabbra fűzte védelmi kapcsolatait Dániával és Norvégiával. A 300 ezer fős ország rendőrsége ezer főt számlál, többségük fegyveretelen; a parti őrség két hajóval rendelkezik. | [ 68 ] [ 69 ] [ 70 ] [ 71 ] [ 72 ] [ 73 ] |
| Mauritius | 1968-as függetlenné válása óta nincs állandó hadserege. A rendőrség keretén belül a rohamrendőrség (Special Supporting Unit) és a parti őrség (National Coast Guard) mellett működik egy egység (Special Mobile Force, SMF), amelynek feladata az ország „bel- és külbiztonságának szavatolása”. A SMF a brit hadsereg 1960-as kivonása után második világháborús veteránokból és rendőrökből kialakított, ezer főt számláló motorizált zászlóalj, egy hadmérnök és két páncélozott osztaggal; az ide jelentkező önkéntesek kiképzése katonai jellegű. Az évek során Mauritius biztonsági erőit a Szovjetunió, az Egyesült Királyság, Franciaország és India is felszereléssel és kiképzőtisztekkel segítette. | [ 74 ] [ 75 ] [ 76 ] [ 77 ] [ 78 ]        |
| Monaco    | 2002-ben megkötött barátsági szerződésük értelmében a francia hadsereg tevékenykedhet Monaco területén, amennyiben a két ország biztonságát veszély fenyegeti. Ha a monacói kormányzat még a helyén van, a beavatkozáshoz a herceg engedélye szükséges. Monaco két katonainak minősíthető alakulattal rendelkezik. A herceg személyének és lakhelyének, valamint az ország bírói testületének védelmével megbízott Compagnie des Carabiniers du Prince és a tűzoltóságként is funkcionáló polgári védelmi egység, a Corps des Sapeurs-Pompiers. Előbbinek 115, utóbbinak 130 tagja van, akiknek többsége a francia hadseregben (és tűzoltóságnál) kapott kiképzést és teljesített szolgálatot. A határok védelme a rendőrség feladata. | [ 79 ] [ 80 ]                             |
| Panama    | Manuel Noriega katonai diktatúrájának 1989-es megbuktatása után demokratikus úton hatalomra kerülő Guillermo Endara kormánya a következő év februárjában megszüntette az állandó hadsereg (Panamai Védelmi Erő) intézményét. 1994-ben a törvényhozás alkotmány-kiegészítésben tiltotta meg újraszervezését. A törvény külső fenyegetés esetén lehetővé teszi különleges rendőri erők ideiglenes létrehozását. Az ország biztonságáért a Panamai Közösségi Erő (Fuerza Pública de la República de Panamá) felelős, amely a rendőrséget, a határőrséget, egy a középületek és közszereplők védelméért felelős szolgálatot és egy a légtér és a tengeri határok ellenőrzését végző egységet foglal magában. Az egyes szervezetek vezetője (pár vitát kiváltó kivételtől eltekintve) mindig egy az elnök által kinevezett civil, az adott szervezet egyik tagja legfeljebb az ő helyettese lehet. 2010-ben a Panamai Közösségi Erő az újonnan létrehozott közbiztonsági minisztérium irányítása alá került. | [ 81 ] [ 82 ] [ 83 ]                      |
| Vanuatu   | Vanuatu rendőrsége két szervezetből áll: a tulajdonképpeni rendőrség, a Vanuatu Police Force (VPF) és a félkatonainak mondott Vanuatu Mobile Force (VMF). A két szervezet között évek óta feszült a viszony, 2002 augusztusában kis híján fegyveres konfliktusra is sor került. A VMF vezetése és az állam kormánya is önállósítani szeretné az egységet, amely ezzel az ország katonaságává válna. | [ 84 ] [ 85 ] [ 86 ] [ 87 ] [ 88 ]        |

## A Japán Önvédelmi Haderő
A második világháború után, 1947-ben elfogadott alkotmány 9. cikkelyében a Japán állam örökre lemondott a hadviselés jogáról és a „háborús potenciállal bíró” szárazföldi, tengeri és légi erők fenntartásáról. A hidegháború kezdetével azonban a szocialista blokk államainak közelében lévő ország lehetőséget kapott egy Önvédelmi Haderő fenntartására, amely a szövetséges megszállás vége után két évvel, 1954-ben alakult meg. Az egyébként kiválóan felszerelt és kiképzett hadseregnek nincsenek interkontinentális rakétái, bombázói és más, kizárólag támadó hadműveletekben használatos eszközei. Japán az egyik olyan ország, amely nem fejleszt ki nukleáris fegyvereket, bár a technológiai lehetőségei adottak hozzá.
Miután az 1991-es öbölháború során az országot kritikák érték az ENSZ katonai műveleteitől való távolmaradása miatt (csupán anyagi segítséget nyújtottak a harcolóknak), viták kezdődtek az Önvédelmi Erők határokon túli bevetésével kapcsolatban. Lehetővé vált japán katonák külföldi bevetése, de kizárólag az ENSZ hadműveleteiben és jelentős korlátozásokkal: kizárólag kézi lőfegyvereket hordozhatnak és csak életveszélyes helyzetekben használhatják őket, vagyis támadást nem kezdeményezhetnek.
Az Önvédelmi Erők otthoni tevékenysége is korlátozott: jóval tüzetesebb polgári ellenőrzés alatt kell működniük, mint más fegyveres erőknek.